# پیز گیوو
پیز گیوو (به لاتین: Piz Giuv) یک کوه در سوئیس است که در کانتون گراوبوندن واقع شده‌است. پیز گیوو ۳٬۰۹۶ متر بالاتر از سطح دریا واقع شده‌است.